# Schitu Duca (gmina)
Schitu Duca – gmina w Rumunii, w okręgu Jassy. Obejmuje miejscowości Blaga, Dumitreștii Gălății, Pocreaca, Poiana, Poieni, Satu Nou, Schitu Duca i Slobozia. W 2011 roku liczyła 4354 mieszkańców.